# Shakira Caine
Shakira Caine –nacida Shakira Baksh– (Guayana Británica, 23 de febrero de 1947) es una modelo guyanés-británica. Es también conocida como Shakira y Lady Micklewhite.

## Biografía
Nació en la Guayana Británica (actual Guyana) en el seno de una familia musulmana de origen indio. Su madre fue modista, y ella aspiró a seguir sus pasos, convirtiéndose en diseñadora de moda. Mientras trabajaba como secretaria, la instaron a presentarse al concurso Miss Guyana, que ganó. Obtuvo el tercer puesto en el certamen de Miss Mundo de 1967 en Londres, a la edad de 19 años, que la llevó a iniciar una carrera como modelo.
Shakira se casó con el actor Michael Caine en Las Vegas, Nevada, el 8 de enero de 1973 y apareció junto a él en la película The Man Who Would Be King (1975). Tienen una hija llamada Natasha.